# Bang Rak
Bang Rak (thaï : บางรัก, API : [bāːŋ rák]) est l'un des 50 khets de Bangkok en Thaïlande.

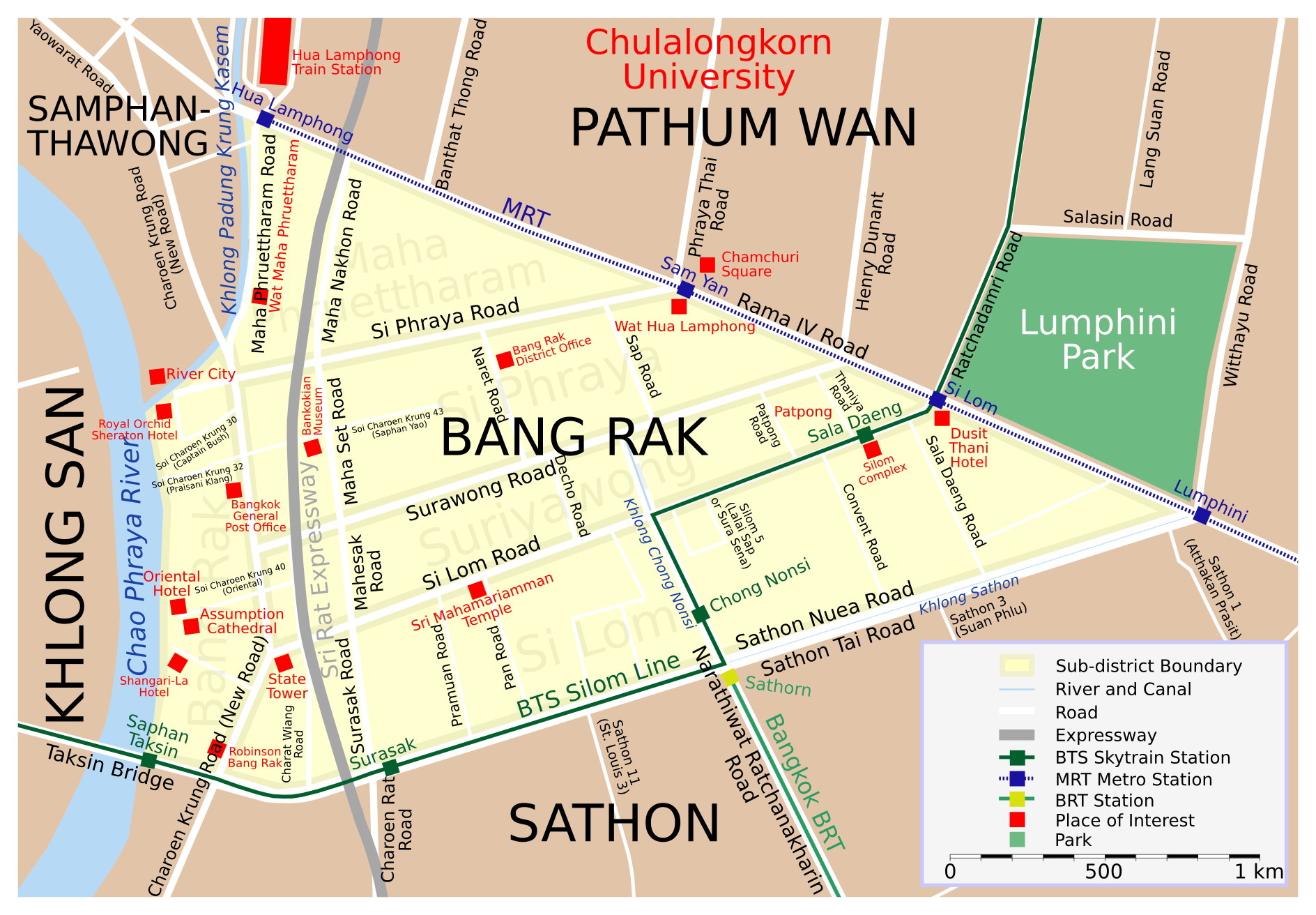
Carte de Bang Rak

## Histoire
C'est l'ancien quartier des ambassades (avec Sathon) où la première vraie rue pavée de Bangkok est tracée en 1861, Charoen Krung appelée "New Road".

## Points d'intérêt
- Charoen Krung (thaï : ถนน เจริญกรุง ; "New Road") et ses "compartiments chinois" (shophouses), bâtiments de deux, trois ou quatre niveaux avec boutique sur la rue, entrepôt et séjour à l'arrière et appartements dans les étages supérieurs[1]
- Ambassades d'Arabie saoudite, de Belgique, de Birmanie, du Canada, de France[2], de Grèce, du Kazakstan, du Portugal et de Russie
- Hôtel de luxe Mandarin Oriental, Bibliothèque Neilson Hays Library[3],[4], Musée du Bangkokois[5],[6] (Bangkokian museum), Musée de Patpong[7] (Patpong Museum), Cathédrale de l'Assomption de Bangkok, Wat Hua Lamphong, Wat Maha Phruetharam Worawihan,Temple indien Wat Kaek (Wat Sri Maha Mariamman) etc.
- Rue Silom, la "Wall Street de Bangkok"[8] et ruelles Patpong[9]
- Gratte-ciel King Power Mahanakhon, Meritus Suites State Tower, Jewelry Trade Center, Aldulrahim Palace, United Center etc.

## Galeries

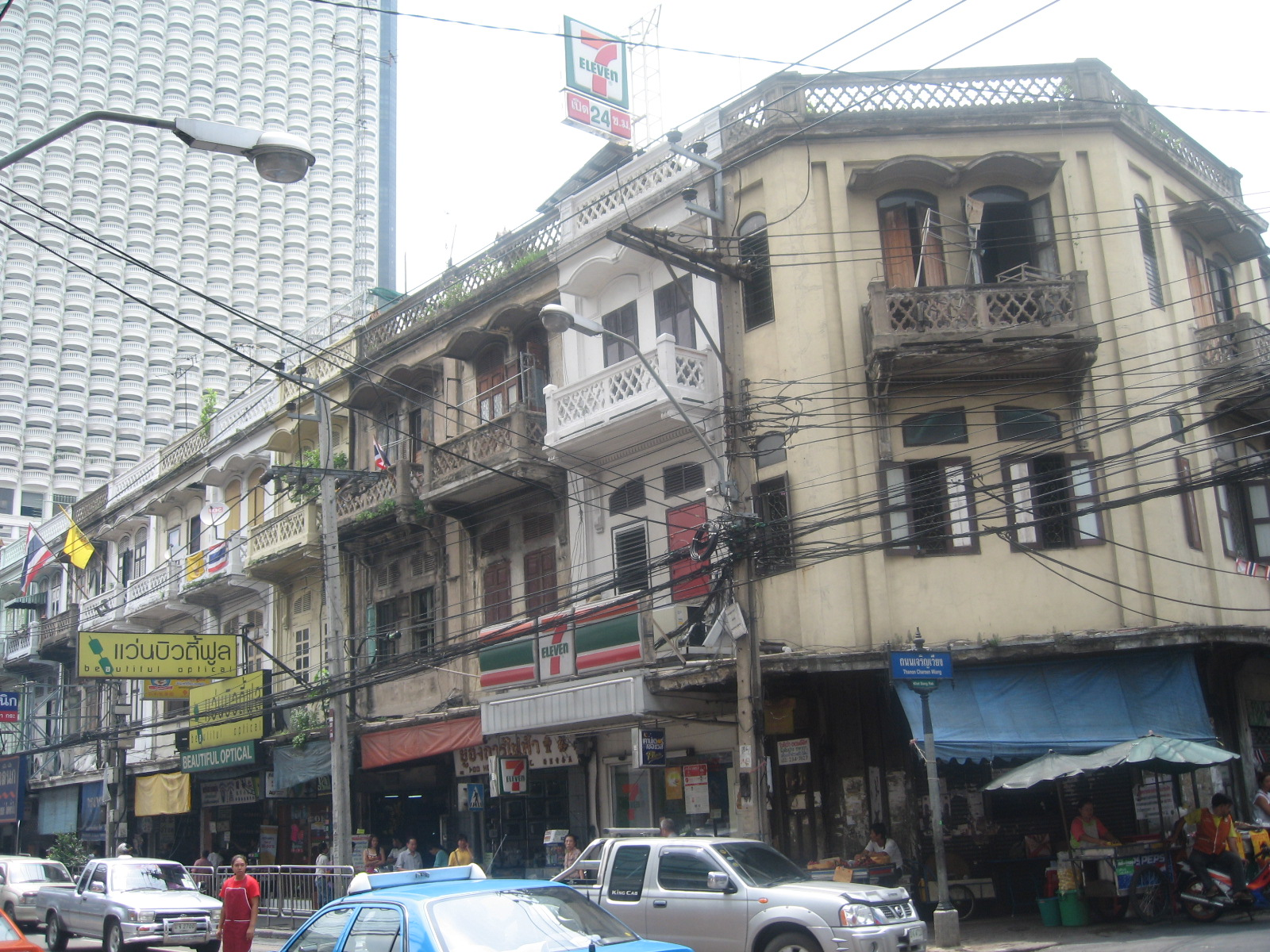
Charoen Krung (New Road) et ses "compartiments chinois" (shophouses)

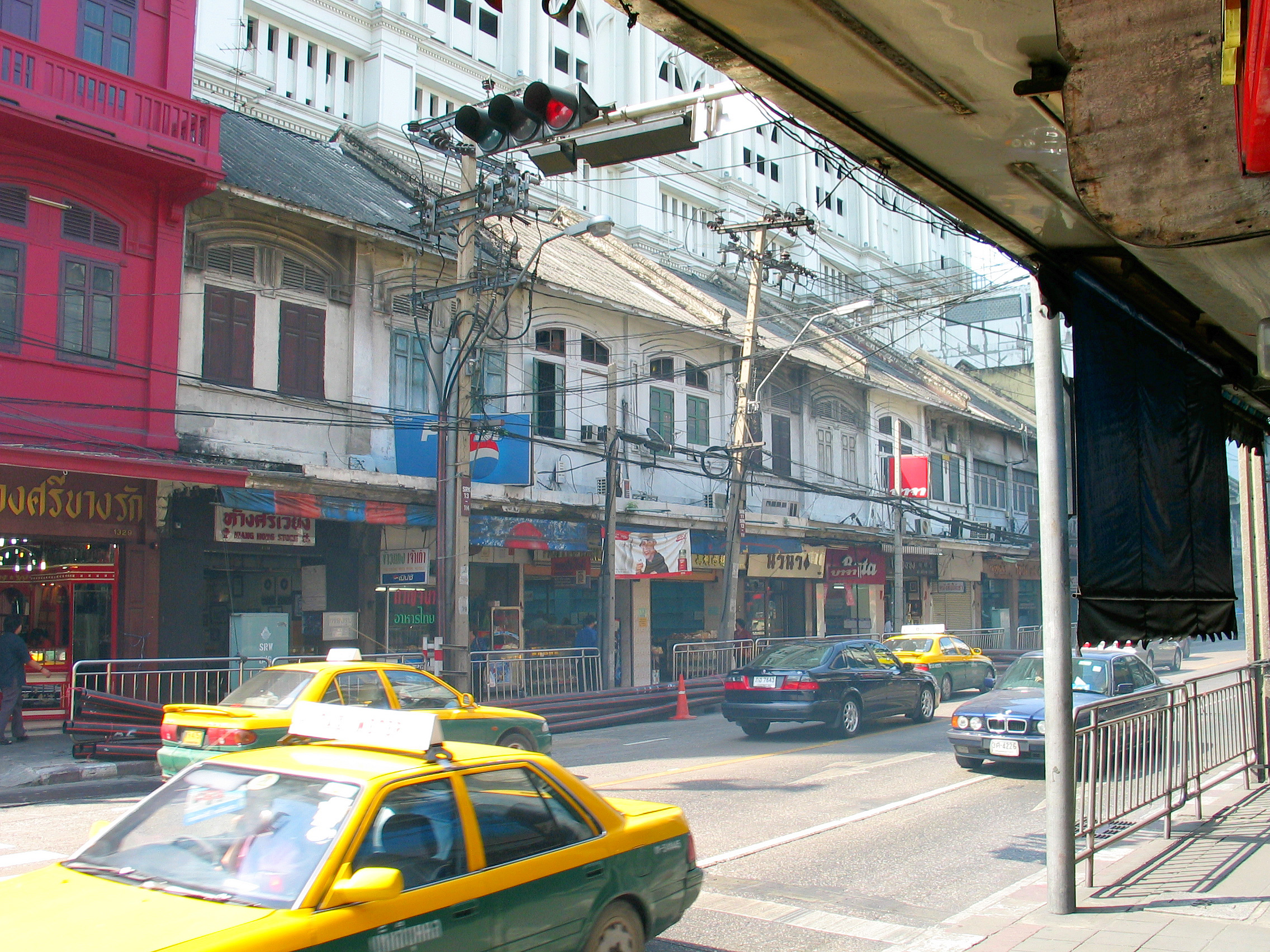
Charoen Krung (New Road) et ses "compartiments chinois" (shophouses)

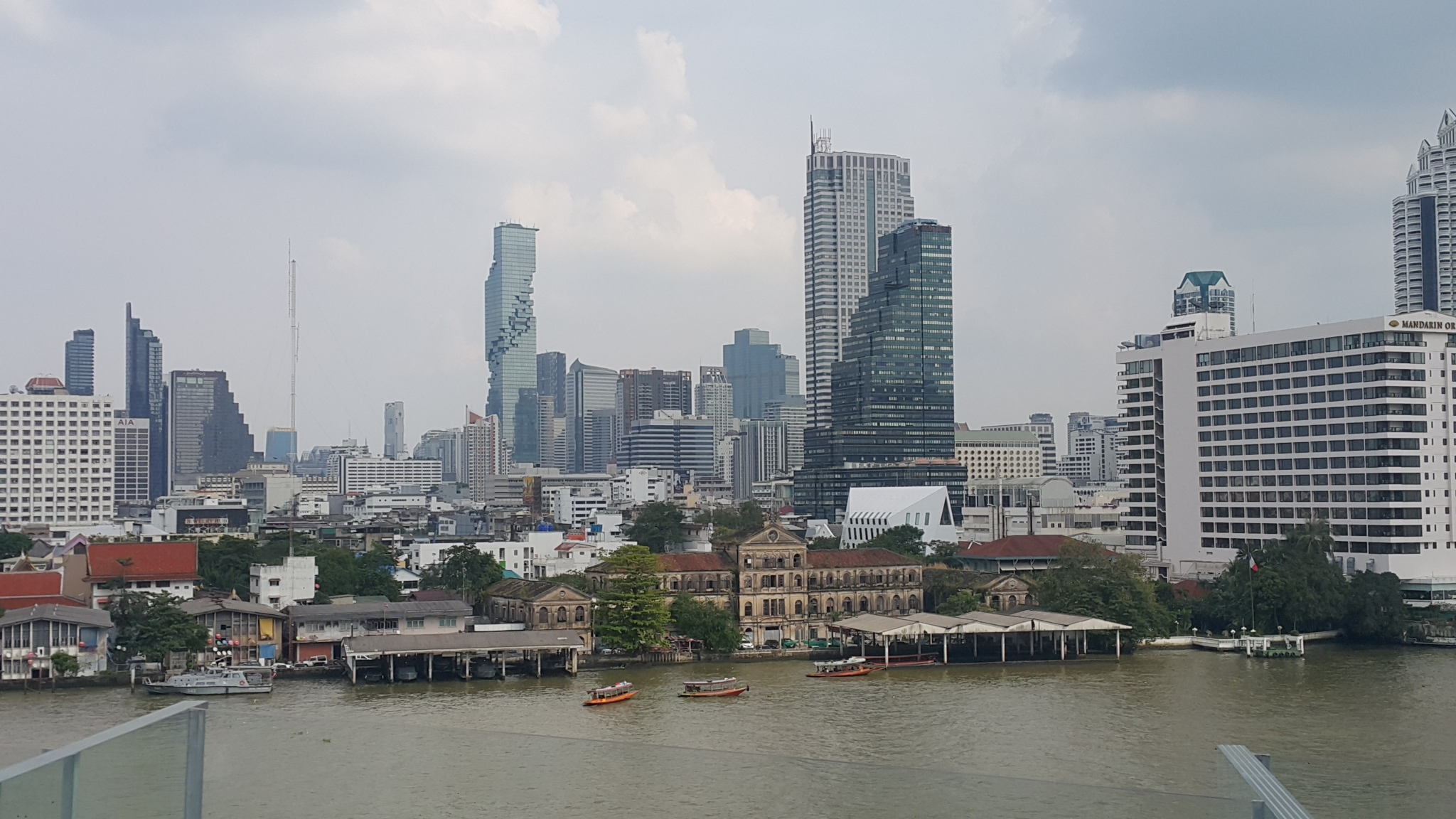
Vue d'ensemble de Bang Rak depuis le fleuve Chao Phraya : au bord de l'eau, en premier plan, au centre Costums House et à droite l'hôtel Mandarin Oriental ; en arrière-plan, de gauche à droite, le caractéristique King Power Mahanakhon, Sathon square, Empire Tower, Jewelry Trade Center, Gem Tower et les nouveaux bureaux de l'Ambassade de France

Ambassades
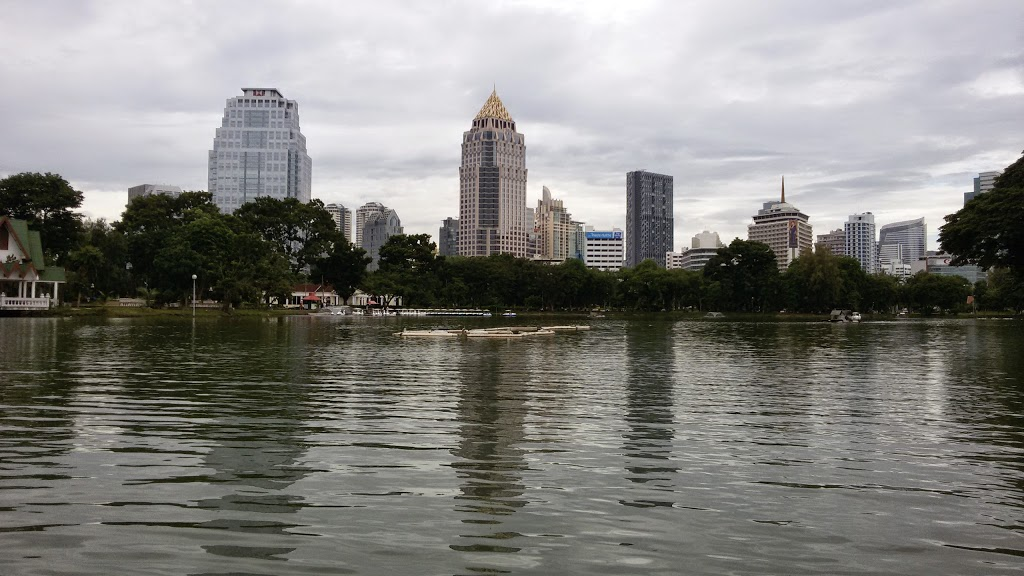
Ambassade du Canada (petit immeuble au pied du gratte-ciel Abdulrahim Place)
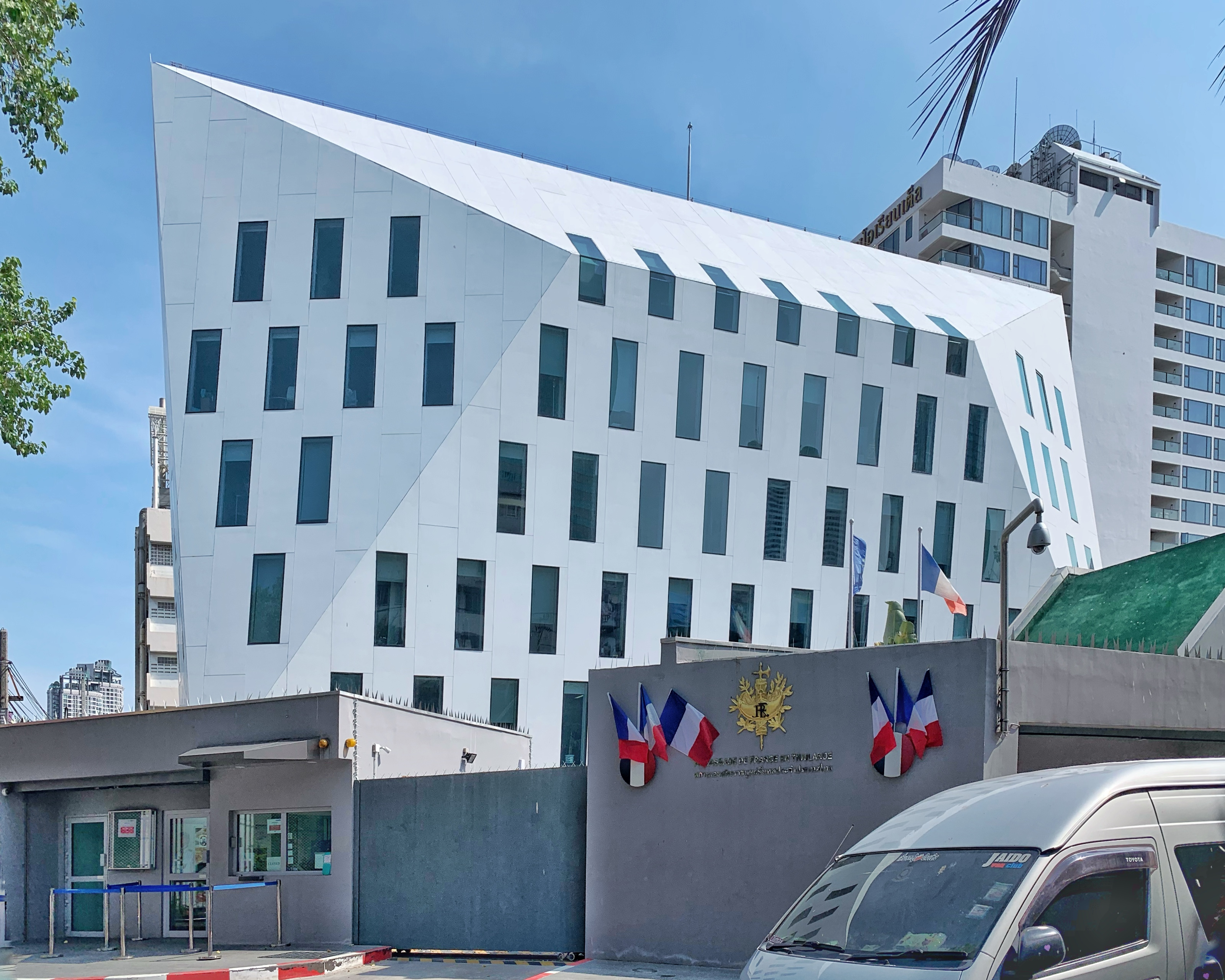
Nouveaux bureaux de l'ambassade de France
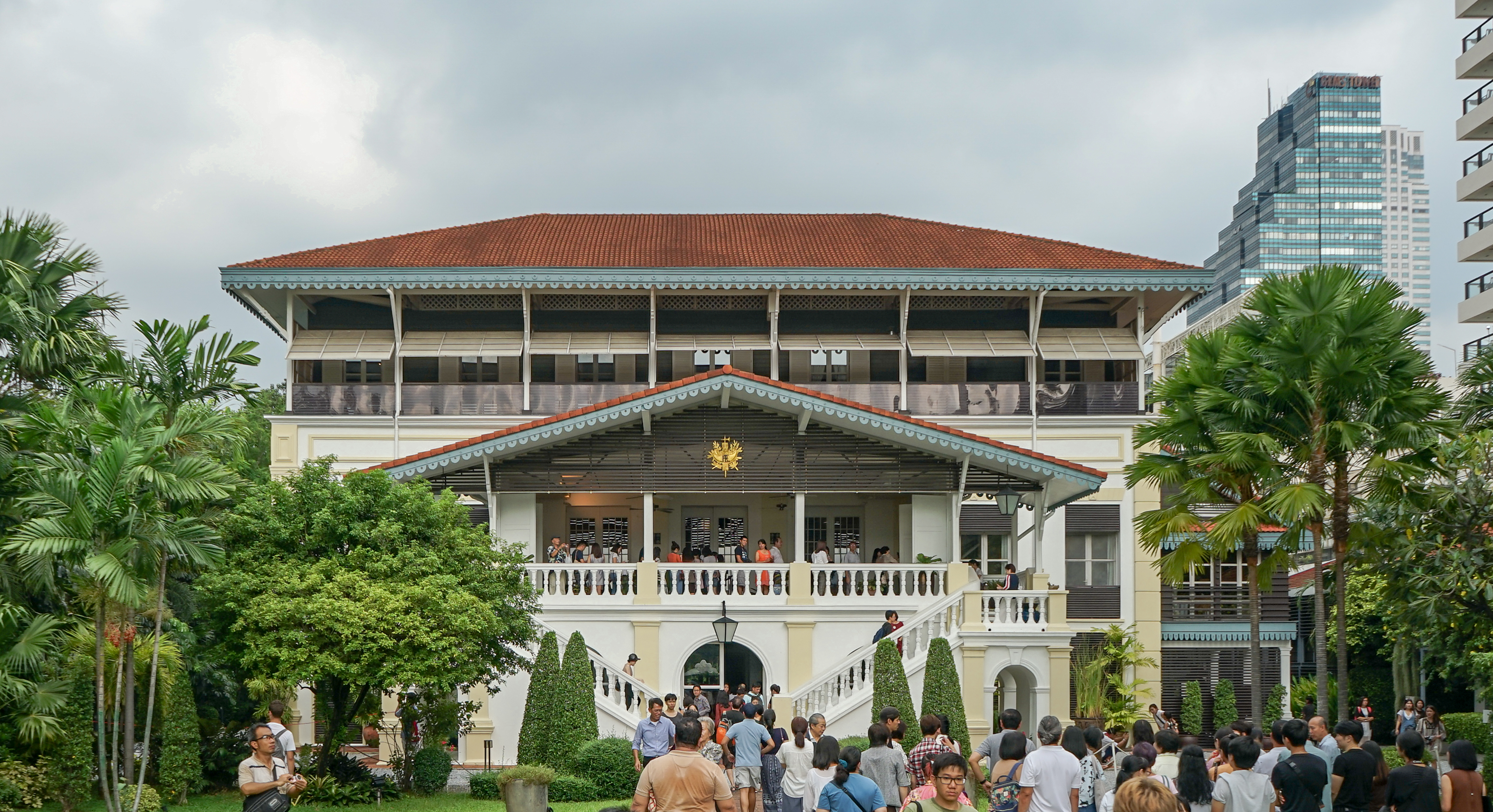
Résidence de l'ambassadeur de France
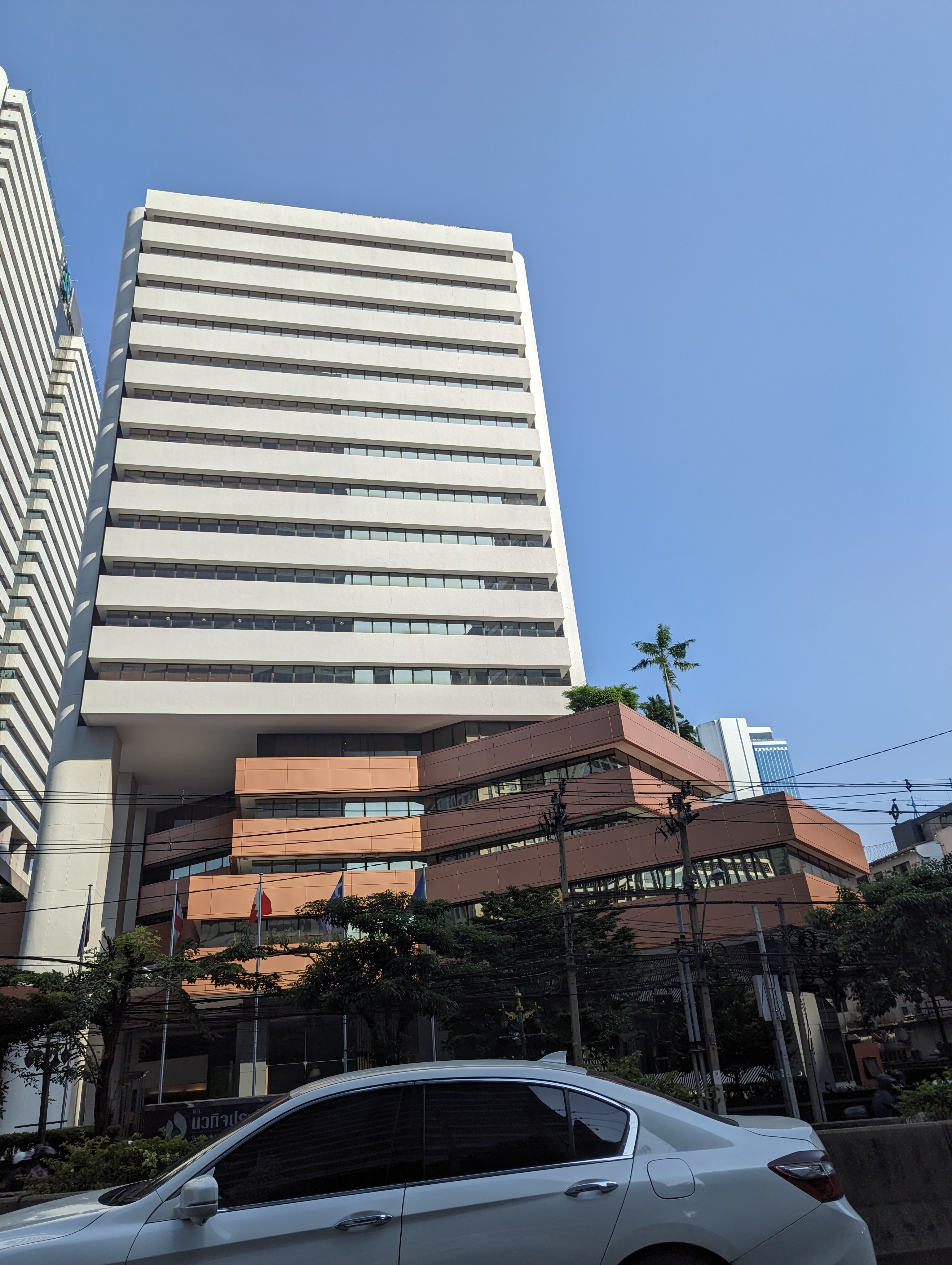
Ambassade de Grèce
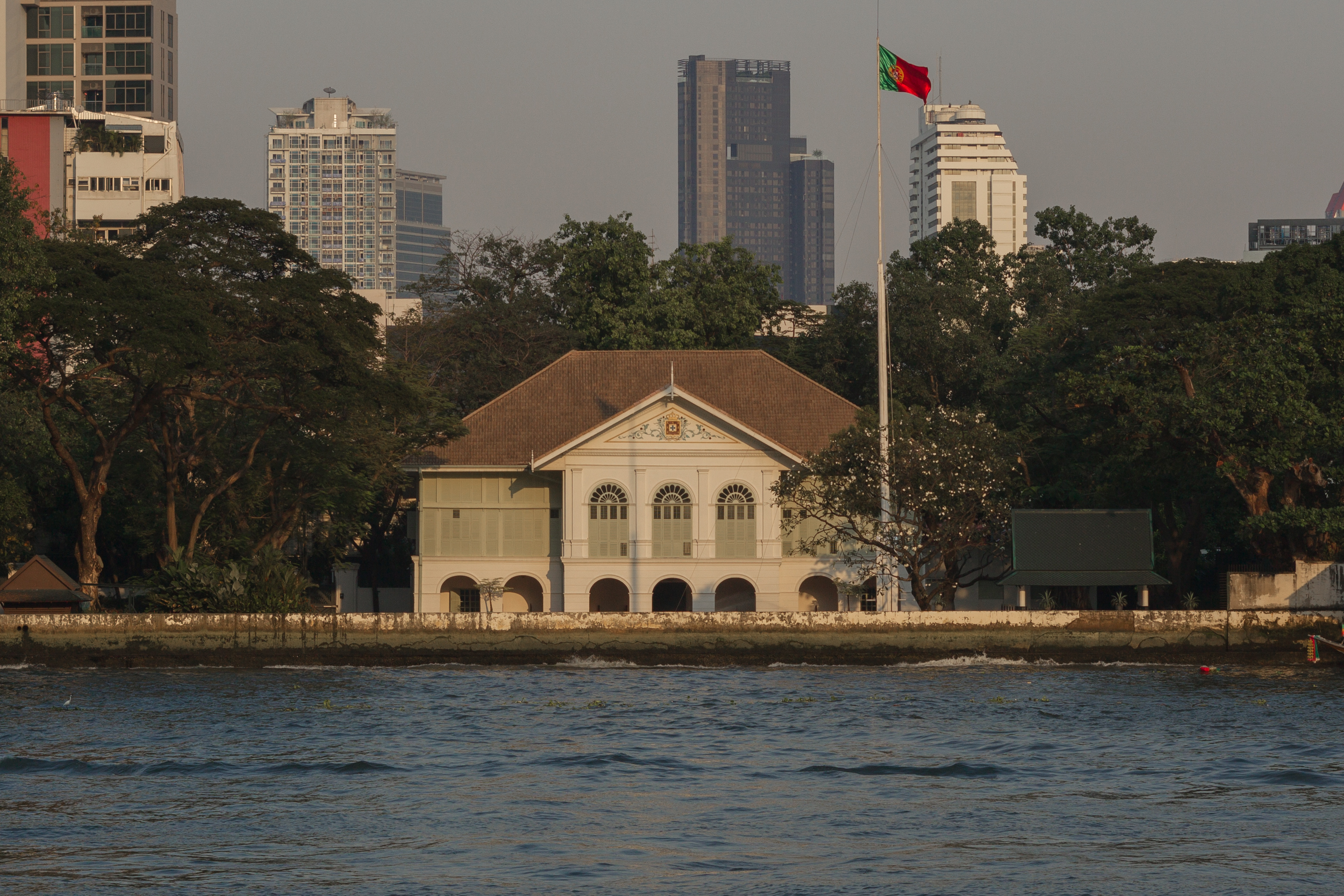
Ambassade du Portugal

Monuments emblématiques
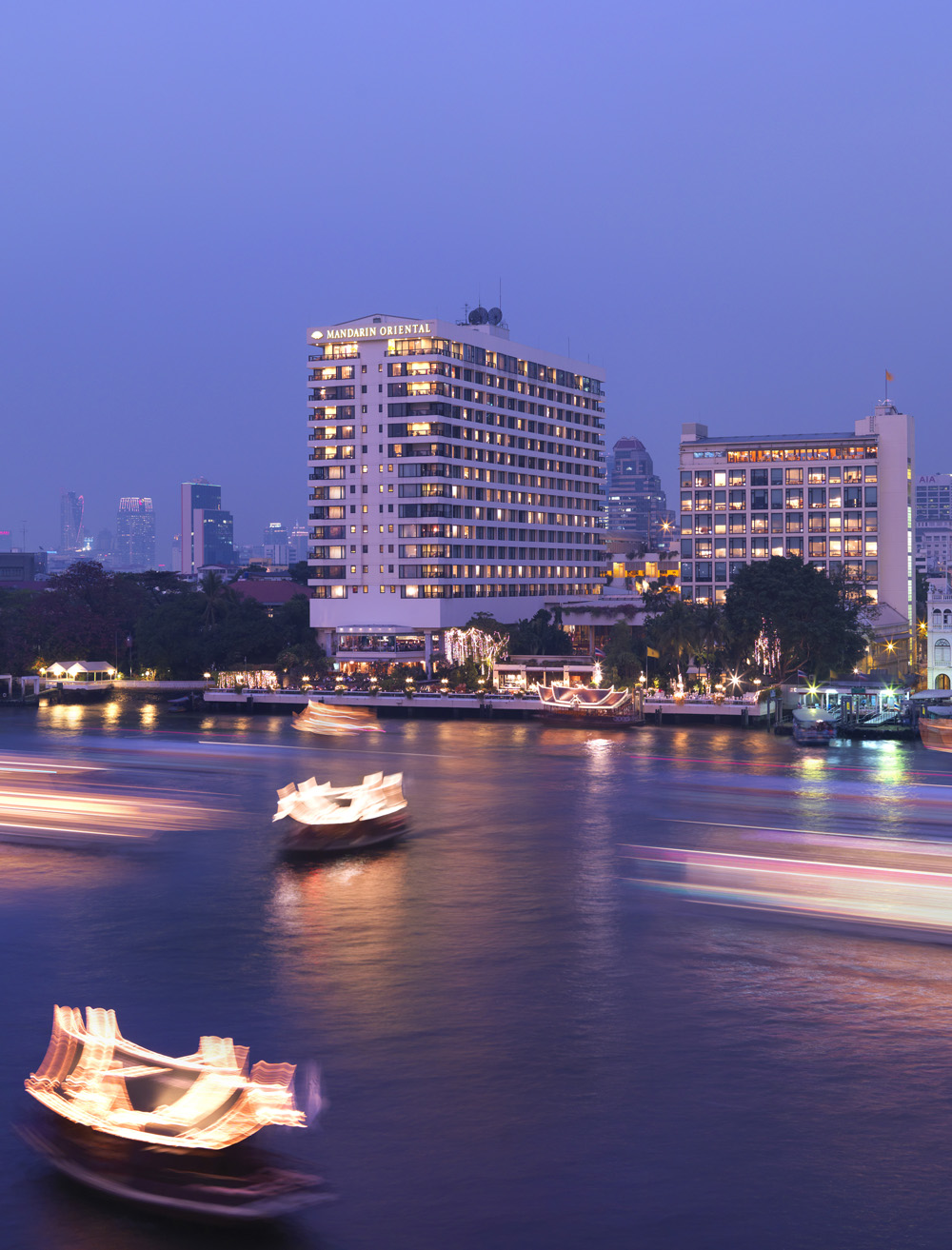
Hôtel Mandarin Oriental
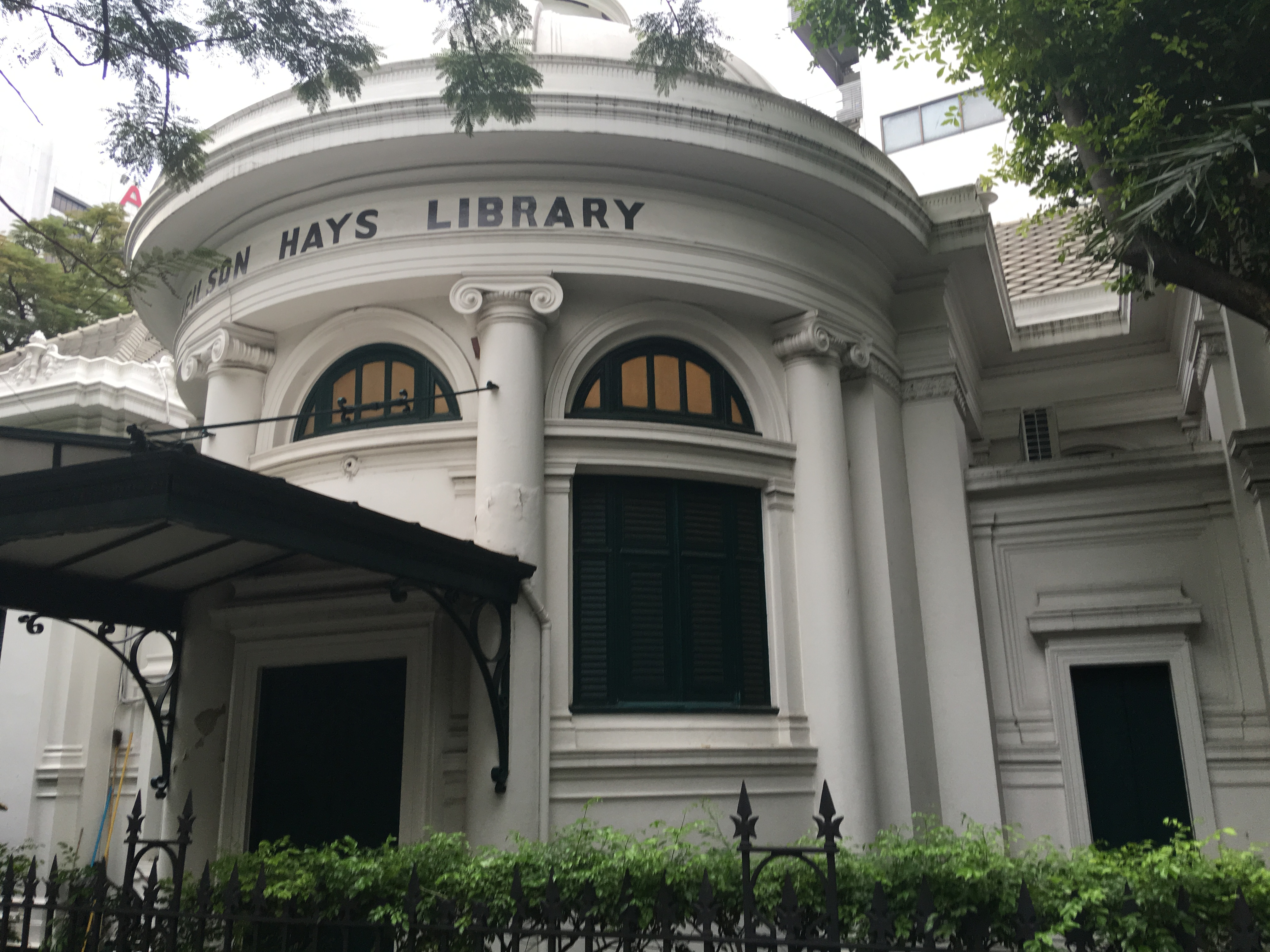
Bibliothèque Neilson Hays Library
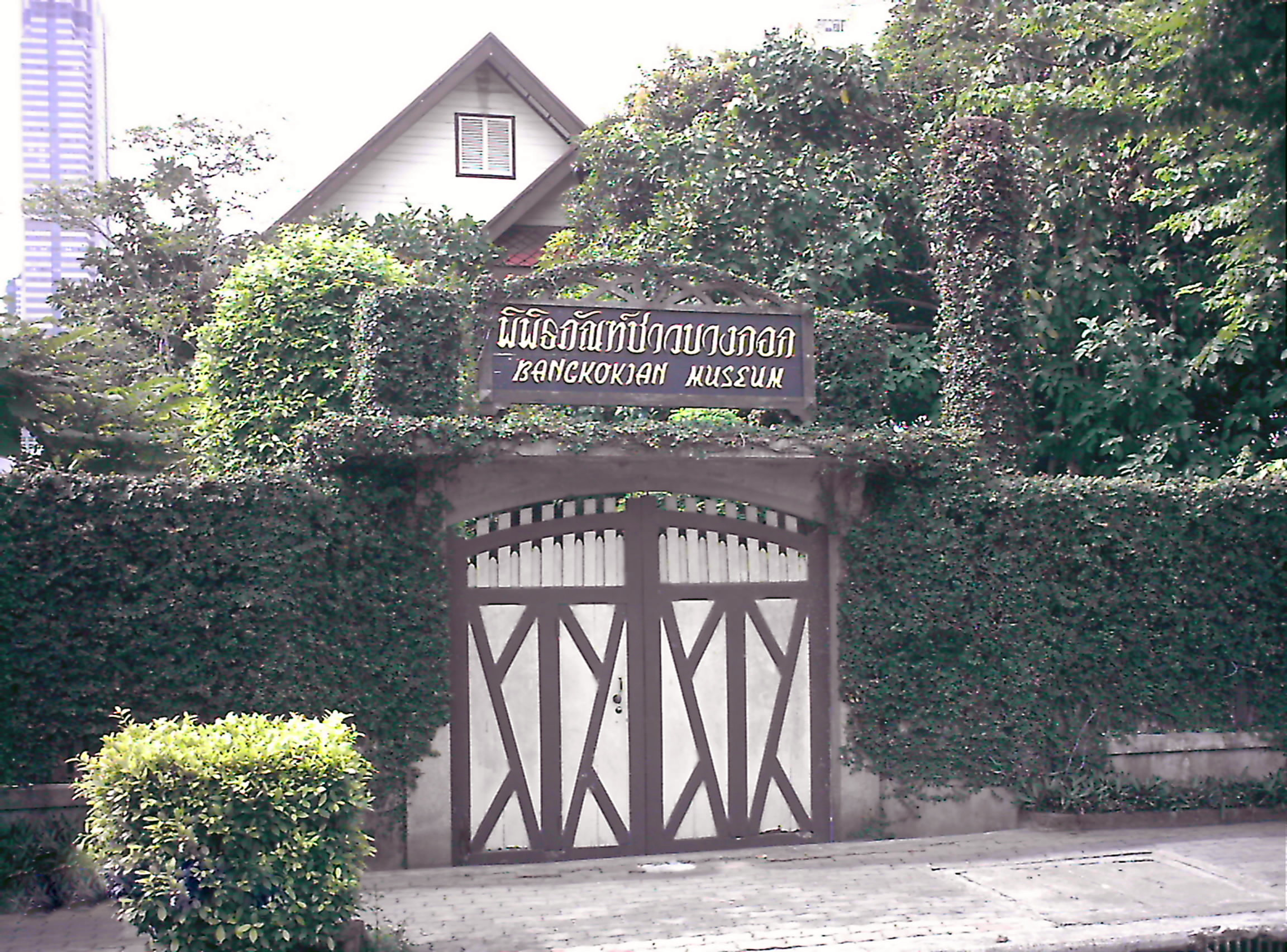
Musée du Bangkokois
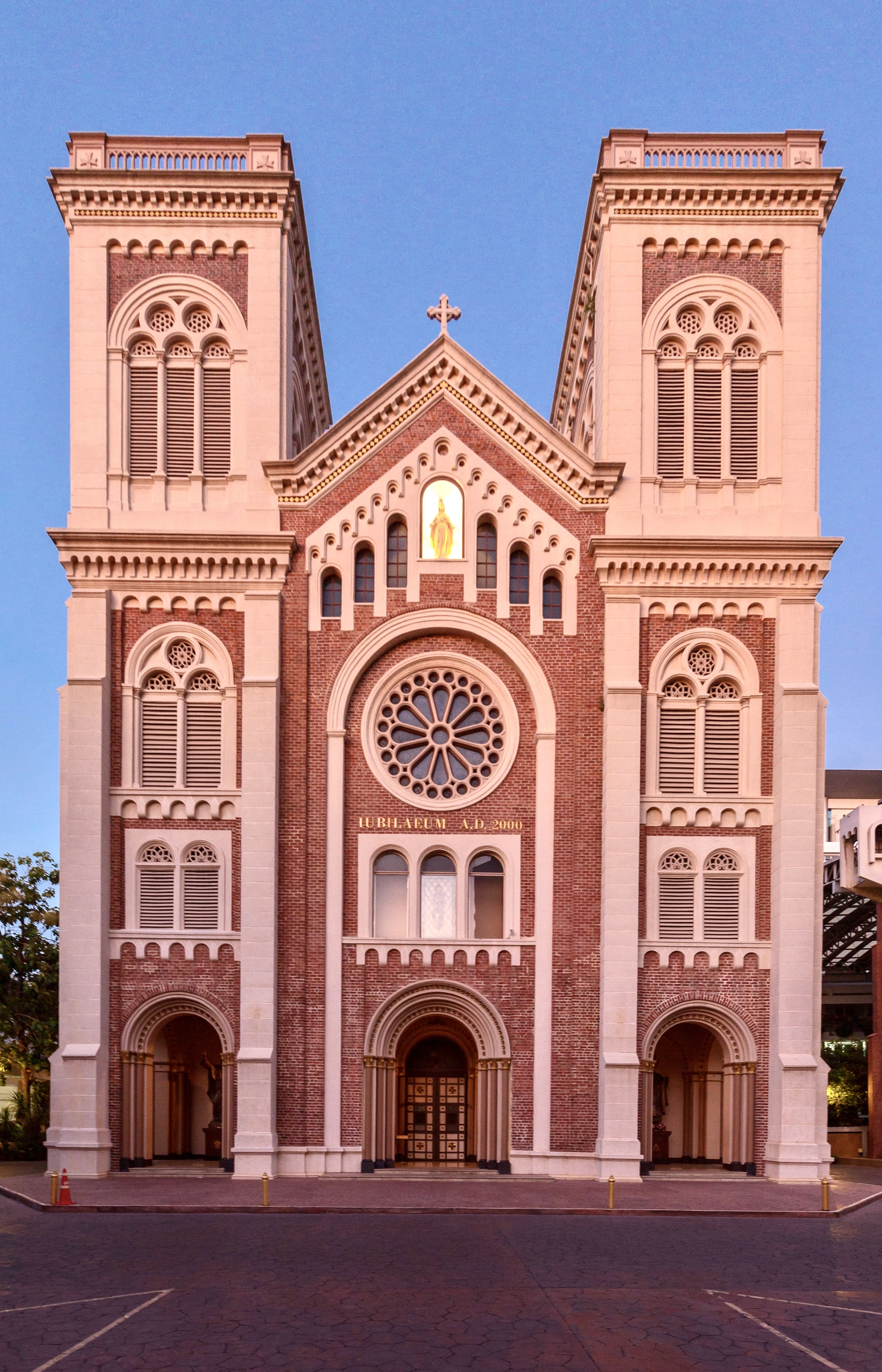
Cathédrale de l'Assomption de Bangkok
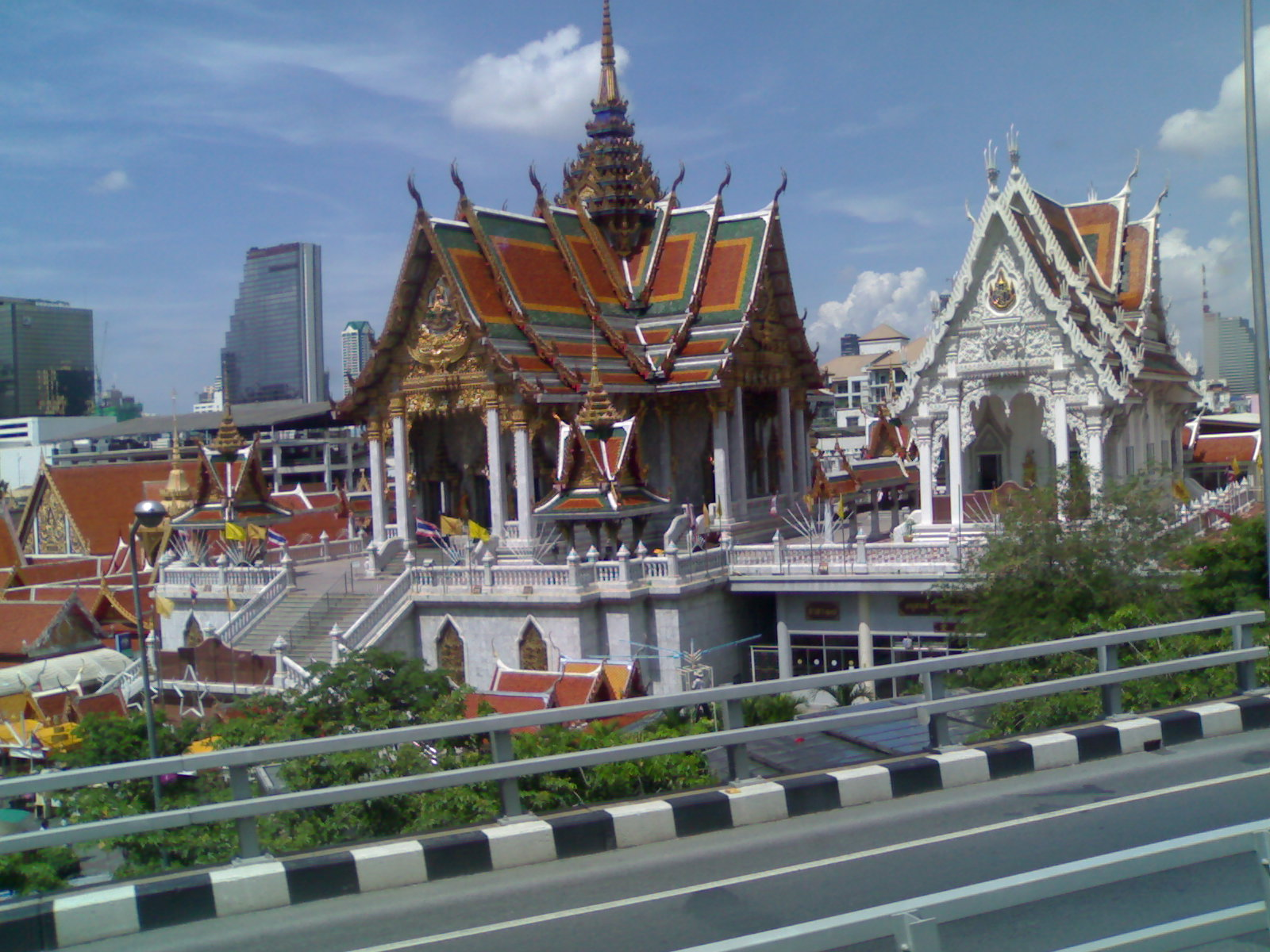
Wat Hua Lamphong

Gratte-ciel
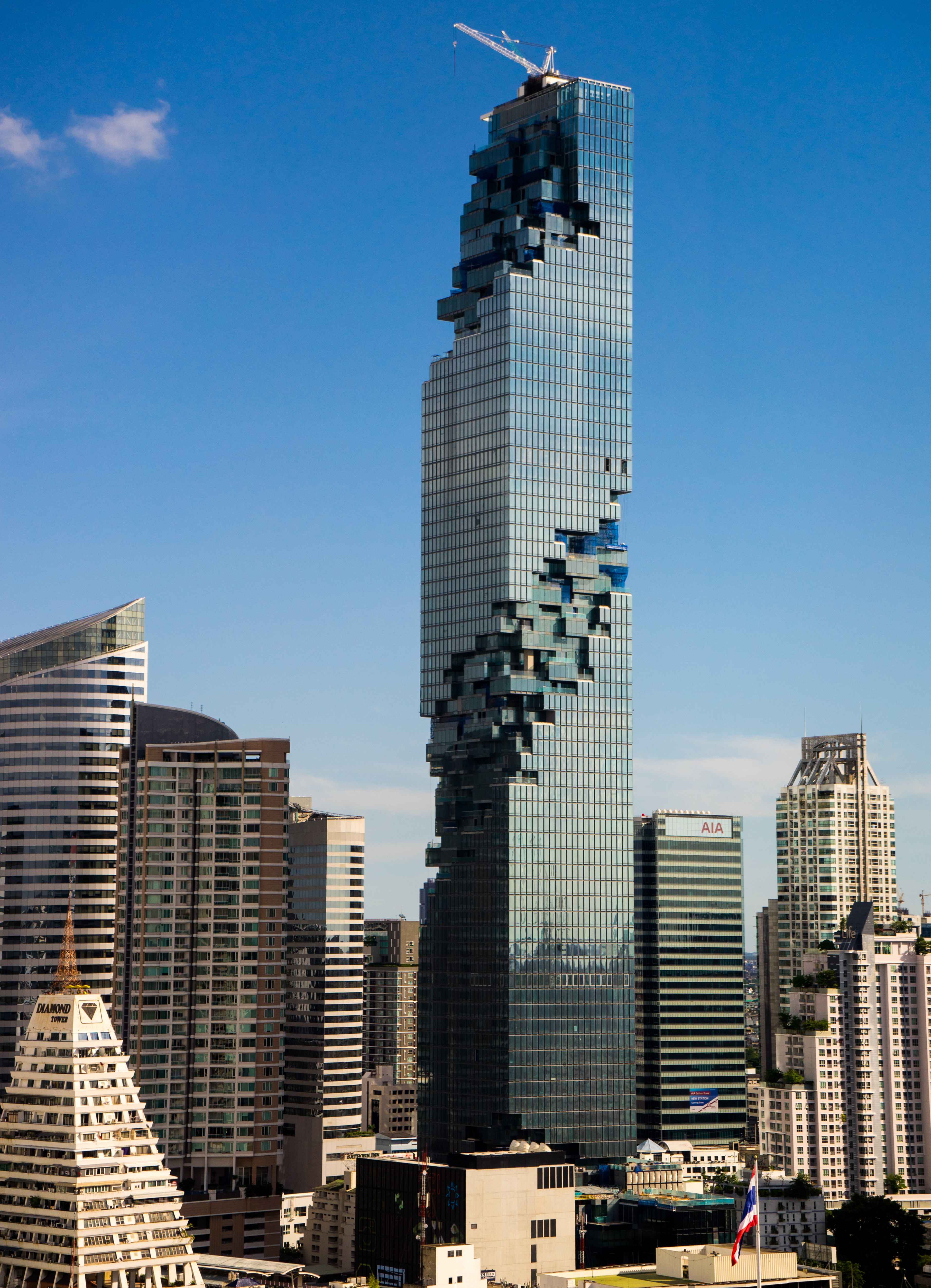
King Power Mahanakhon
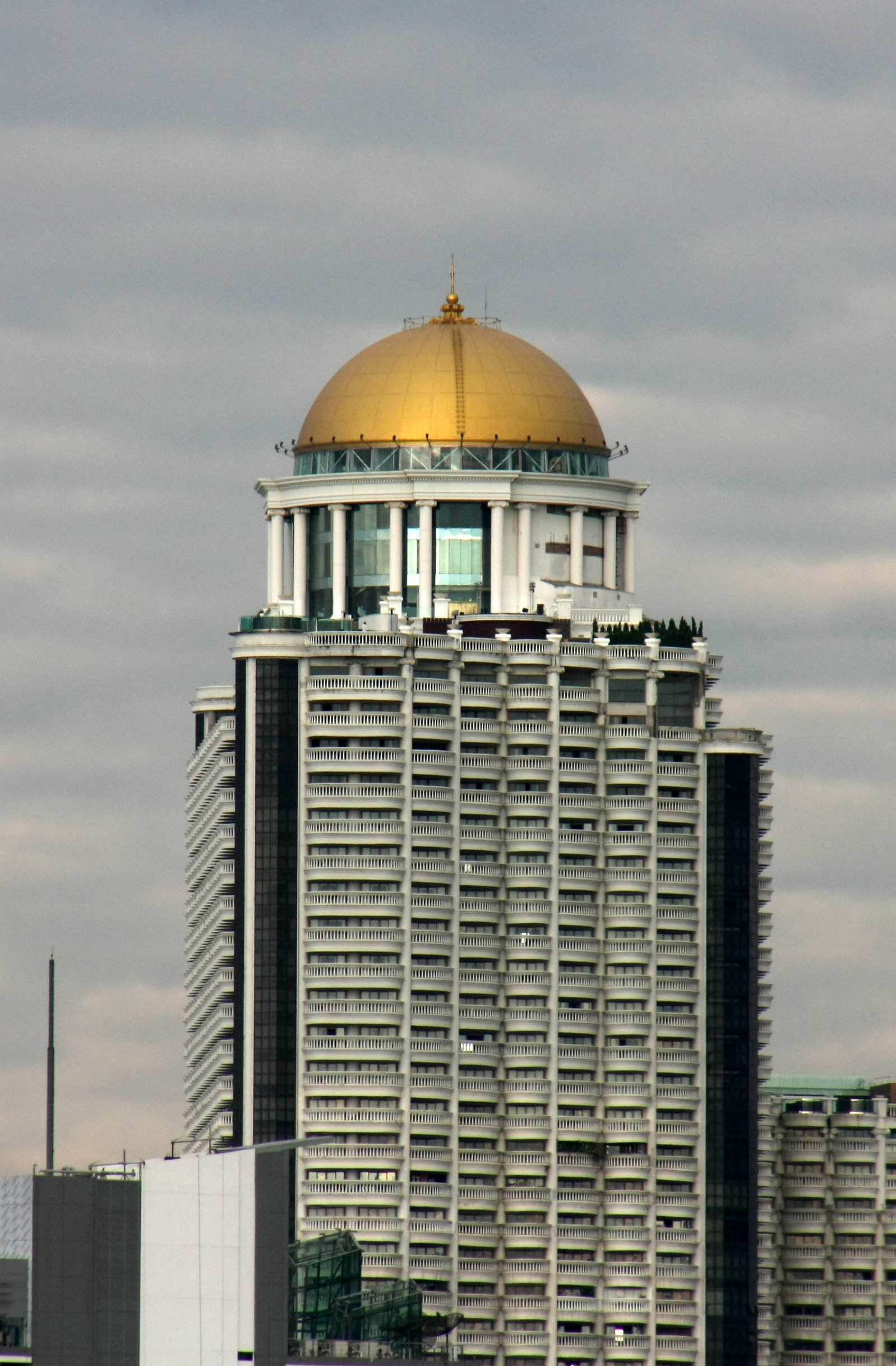
Meritus Suites State Tower
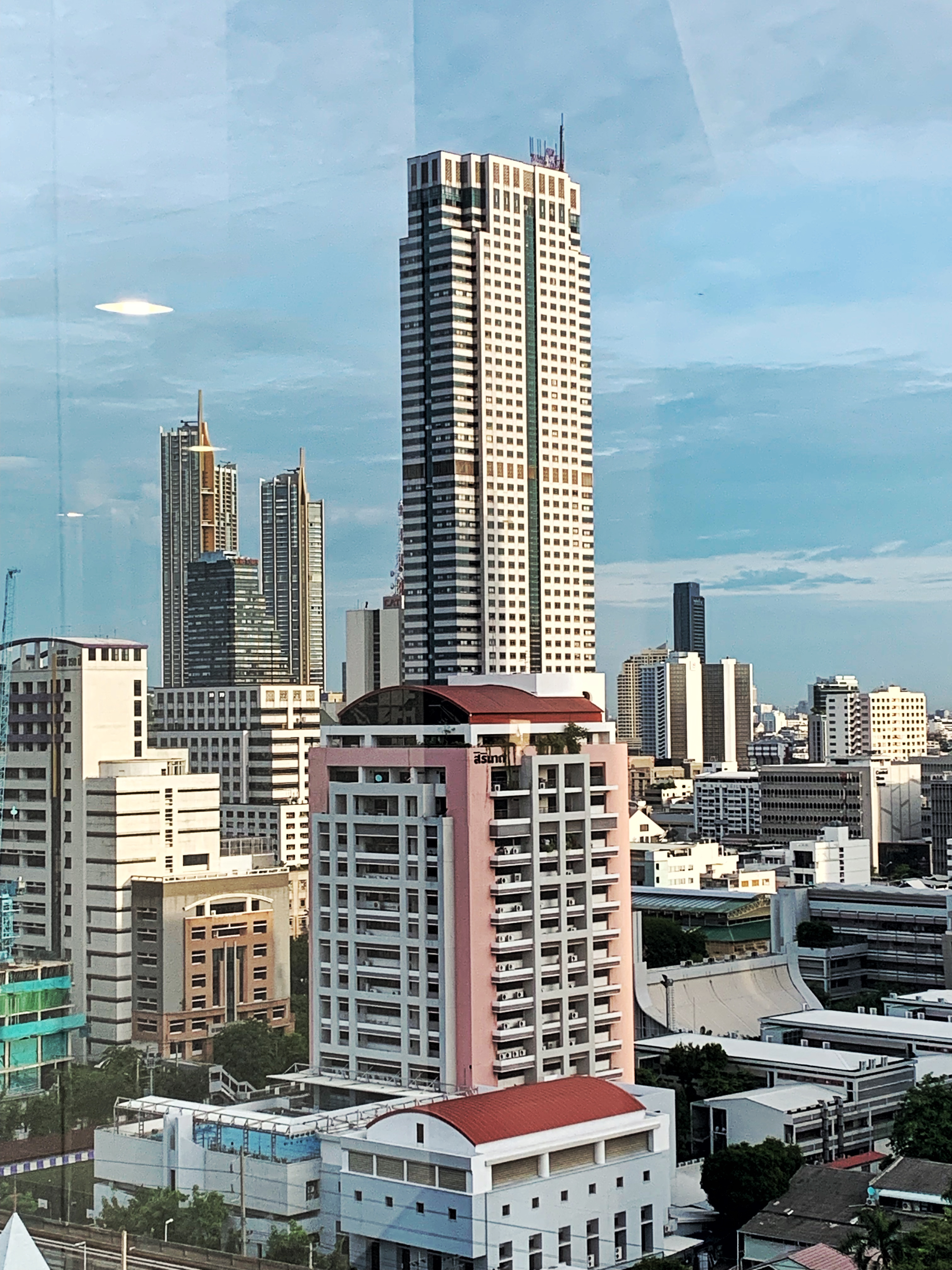
Jewelry Trade Center
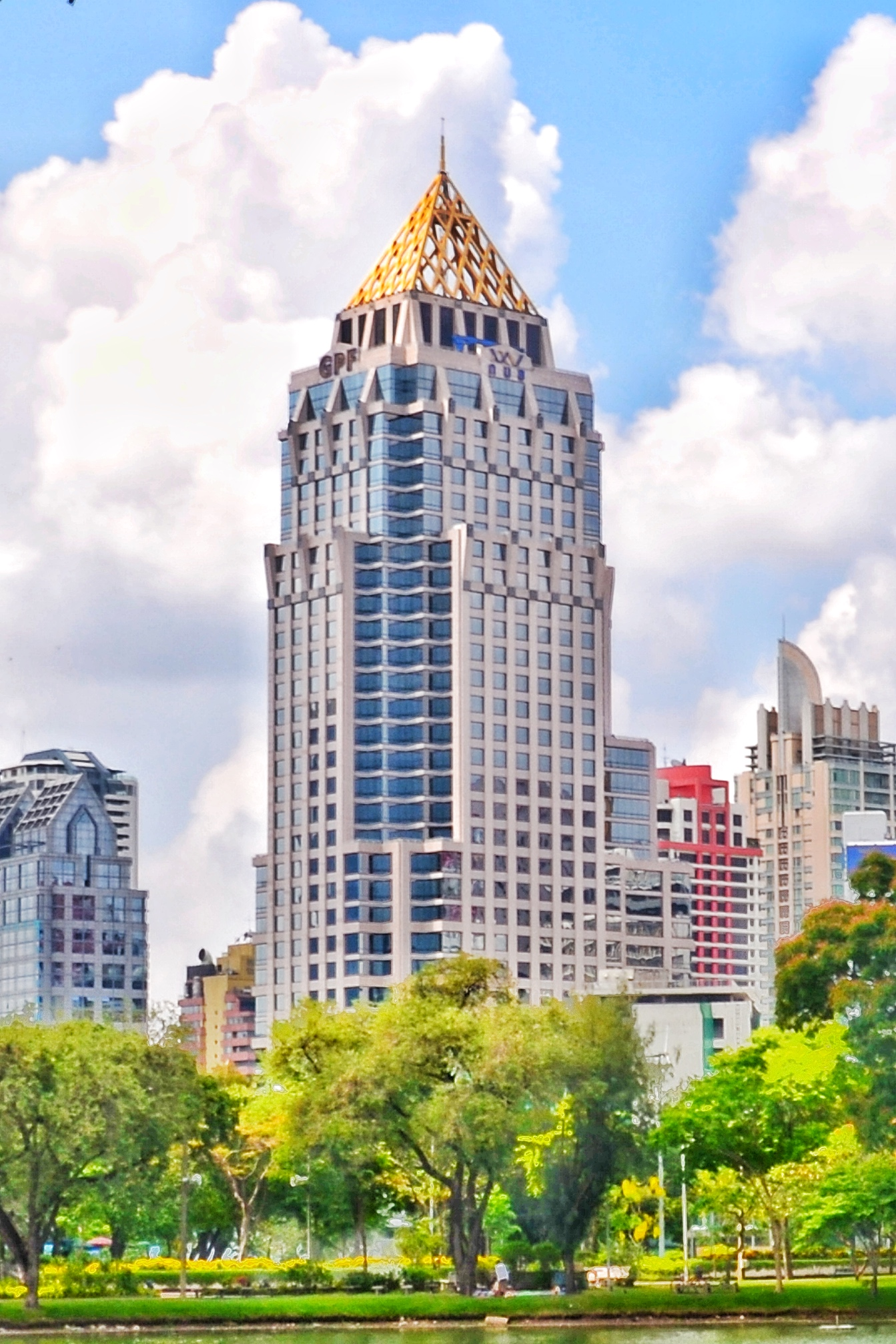
Aldulrahim Palace
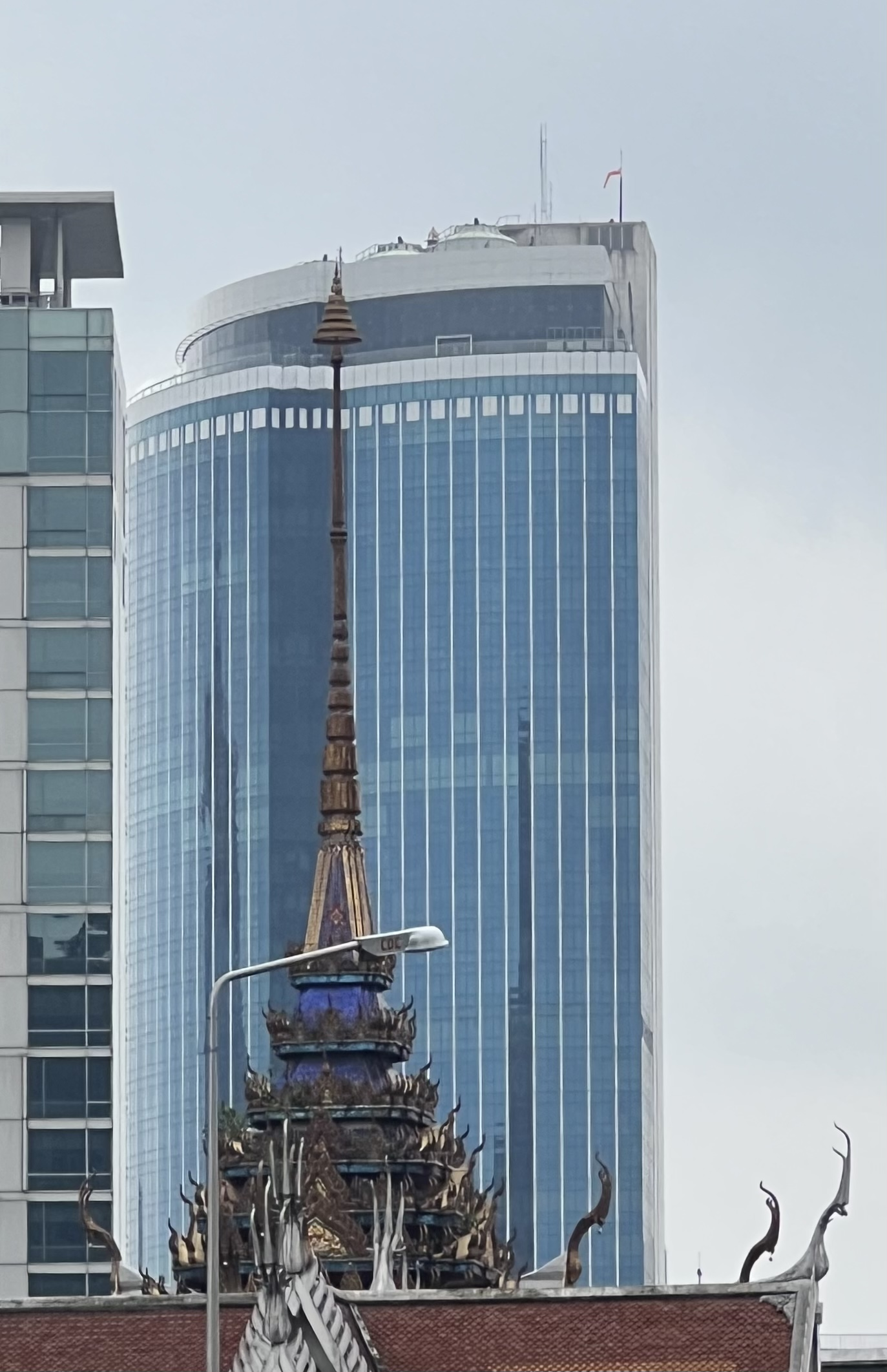
United Center